# Старый Лион
Ста́рый Лио́н или Вьё-Лио́н (фр. Vieux-Lyon) — средневековый квартал в западной части французского города Лиона. Расположен на склонах и у подножия холма Фурвьер, на правом берегу реки Соны, недалеко от её устья. Один из самых больших сохранившихся до наших дней средневековых кварталов в Европе.

## История

### Античность
В 50 году до н. э. территория Галлии оказывается присоединённой к Римской республике (вскоре превратившейся в империю). Один из полководцев Юлия Цезаря по имени Луций Мунаций Планк основывает в 43 году до н. э. на вершине холма Фурвьер поселение, названное Colonia Copia Felix Munatia Lugdunum — будущий Лион. Однако, согласно последним археологическим данным (по результатам раскопок, проведённых в 1997—2004 годах), у подножия холма ещё с середины I века до н. э. (то есть до основания Лугдуна) находилось довольно заметное поселение ремесленников.
В течение нескольких веков город на холме процветает — вплоть до 197 года, когда в результате битвы между Септимием Севером и Клодием Альбином Лугдун, в том числе снабжающие холм акведуки, оказывается разрушен. Проживать на прежнем месте становится невозможно. Жители покидают свои дома. Часть из них перебирается к подножию холма — на берег реки Соны, из которой можно брать воду. Это то место, которое позднее назовут Старым Лионом.
Город на несколько веков теряет свою значимость — заметное поселение на этом месте вновь появляется лишь в период Каролингов (около 800 года).

### Средние века
В Средние Века территория Старого Лиона является владением католической церкви, его называют молящимся городом (фр. la ville qui prie). На территории квартала, окружающего Собор Святого Иоанна Крестителя (фр. Cathédrale Saint-Jean-Baptiste), на площади в 4 гектара создаётся настоящий город в городе, включающий в себя церкви Святого Этьена (фр. église St Etienne) и Святого Креста (фр. église Ste Croix), архиепископский дворец, дома для священнослужителей и обслуги и даже тюрьму. Церковное владычество отрицательно влияет на экономическое развитие города, Лион начинает отставать от своих соседей — архиепископы довольствуются обогащением за счёт земельной ренты и местных налогов и не заинтересованы в товарообороте с другими регионами.
В 1245 году в Лионе, а точнее — в Соборе Иоанна Крестителя, проходит Первый Лионский собор, в котором принимают участие около 140 епископов. Папа Иннокентий IV провозглашает об отлучении от церкви и о низложении императора Фридриха II. После такого шага, папа опасается возвращаться домой и остаётся в Лионе вплоть до своей смерти в 1251 году, превратив на эти несколько лет Лион фактически в столицу католического мира. В 1274 году в том же здании происходит Второй Лионский собор, на котором папа Григорий X принимает доктрину о чистилище, осуждает ростовщичество и пробует договориться об унии с православной церковью. В 1305 году в церкви Святого Иуста (фр. église Saint-Just) проходит коронация папы Клемента V.
На протяжении XIII века напряжённость между церковью и требующими бо́льших свобод горожанами возрастает. Король Франции Филипп Красивый пользуется ситуацией и присоединяет город к Королевству Франции. Лион становится сенешальством, во главе которого стоят 12 горожан, избираемых руководителями цехов.
XIV век — сложный в истории Лиона. В город приходит чумы, в результате которой население сокращается на треть — с примерно 15 или 18 тысяч человек до 10 тысяч. Столетняя война обходит Лион стороной, здесь не происходит заметных сражений, однако в этот период по дорогам Франции бродят банды дезертиров, которые не только грабят проезжающих, но даже и берут порой города. Лион неоднократно подвергается нападению со стороны таких банд: особенно в 1356—1368 и в 1417-1444 годах.

### Возрождение
XV век становится веком расцвета для Лиона. Город потихоньку обрастает пригородами, так что к концу века между историей района и историей всего города не обязательно уже стоит знак равенства. Старый Лион становится средоточием светской (здесь находится Дворец губернатора), религиозной (резиденция архиепископа) и экономической жизни (лавки торговцев, менял, 4 раза в год проходят ярмарки). Крупнейшие семьи банкиров своего времени Гадань и Медичи открывают в Лионе свои банки. Они скупают целые кварталы старых домов. На месте скромных жилищ банкиры возводят пышные особняки, построенные во флорентийском стиле.
Лион становится притягательным местом для французской знати, включая короля, который с 1494 года неоднократно сюда приезжает, так как город находится недалеко от Италии, с которой король ведёт войну, и кроме того здесь живут банкиры, эту войну финансирующие. В Старом Лионе, неподалёку от Архиепископского дворца, под королевскую резиденцию выделяется особый дом (сейчас на его месте находится Дом правосудия).
В 1528 году выходец из Пьемонта Этьен Тюрке начинает создавать в городе производства по выпуску шёлка. Он получает от французского короля Франциска I патент на право привлечение для этого иностранной рабочей силы. Его ждёт большой успех — другие предприниматели начинают также организовывать подобные производства. В 1540 году в от 800 до 1000 человек в городе заняты в производстве шёлка. За 100 лет (с 1597 по 1690 годы) население города увеличивается более чем в три раза: с 30 тысяч до 100 тысяч человек. Однако уже к середине XVIII века производство тканей из ремесленных мастерских начинает переходить на мануфактуры и перемещается из Старого Лиона на другой берег Соны — на холм Круа-Русс.
В 1789 году происходит Великая французская революция. Сначала Лион достаточно спокоен. Однако в 1793 году, во время якобинского террора, город восстаёт против жестокостей муниципалитета под начальством Мари-Жозефа Шалье. Восстание жестоко подавлено войсками Конвента, который решает наказать город. Репрессиями руководят Фуше и Колло д’Эрбуа. Декретом от 12 октября 1793 года Лион приговаривается к полному уничтожению, однако в конце концов ограничиваются сносом крепостных укреплений — в частности, замка Пьер-Сиз в Старом Лионе, а также зданий, окружающих парадную площадь Белькур в районе Прескиль.

### Упадок XIX — начала XX века
Уже в конце XVIII века начинается миграция жителей из Старого Лиона в другие районы города. В XIX веке этот процесс ускоряется. Изобретение жаккардового станка, требующего помещений с высокими потолками, ускоряет исход ткачей в квартал Круа-Русс. Одновременно с этим буржуазия переезжает в новые современные дома района Прескиль на другом берегу Соны. Старый Лион постепенно приходит в упадок и заселяется бедняками.
Со времён Второй империи в городе развиваются новые промышленные производства: химия, металлургия, электротехника. В Старом Лионе нет места для строительства современных заводов, поэтому производства создаются на окраинах тогдашнего города. Высокооплачиваемые специалисты стараются перебраться поближе к месту работы, старый город постепенно приходит в запустение и заселяется малообеспеченными слоями населения.
Одновременно с этим предпринимаются попытки вернуть жизнь и принести цивилизацию в средневековые кварталы: здесь строится железнодорожный вокзал, протягиваются трамвайные линии, организуется один из первых в мире фуникулёров, ведущий из Старого Лиона на вершину холма Фурвьер. Между 1830 и 1881 годами через Сону перебрасываются несколько новых мостов.
Тем не менее, несмотря на предпринимаемые меры, деградация района продолжается. К началу XX века кажется, что вдохнуть новую жизнь в Старый Лион уже невозможно — дома находятся в полузаброшенном состоянии, здесь живут преимущественно неимущие. В ночь с 12 на 13 ноября 1930 года со склона холма над улицей Трамасак сходит оползень, жертвами которого становятся 40 человек. Всё это вынуждает мэрию предпринимать меры: в 1958 году принят Проект городского обновления, предусматривающий практически полный снос Старого Лиона.

### Памятник мирового значения
Однако благодаря активности министра культуры Франции Андре Мальро 12 мая 1964 года принимается закон, благодаря которому Старый Лион становится первым в стране охраняемым городским районом. Закон Мальро делает почти невозможным снос исторического наследия. Им предусматривается создание особой организации, призванной выкупать, реставрировать и вновь продавать новым владельцам исторические здания. Эта организация, названная SEMIRELY, действует вплоть до 1976 года, постепенно превращая бывшие трущобы в туристическую жемчужину.
7 июля 2011 на своей 35-й сессии Комитет всемирного наследия ЮНЕСКО принимает решение о включении всей исторической части города — в том числе полностью района Старый Лион — в список всемирного культурного наследия.

## Достопримечательности
Исторический район Старый Лион занимает площадь 30 гектаров, в его состав входят 500 зданий с 3000 квартирами, где проживают 7000 жителей. Традиционно район подразделяется на 3 квартала: на севере Сен-Поль — квартал крупной буржуазии, финансовый и торговый центр, в середине Сен-Жан — квартал высшего духовенства и аристократии, на юге Сен-Жорж — квартал ремесленников.
Археологические раскопки показали, каким образом происходило развитие городских кварталов. Сперва строились дома вдоль улицы, а дворы с обратной стороны оставались для хозяйственного использования. Спустя некоторое время на противоположном конце участка ставили второй дом. Проход от одного дома к другому осуществлялся посредством крытых галерей, на которые можно было попасть по лестнице в башне. Некоторые из этих галерей идут с одной улицы на соседнюю и называются трабулями — это чисто лионское явление. Таким образом получался внутренний двор с колодцем и винтовой лестницей, часто встроенной в башню. Эта башня выполняла двойную функцию — она была сторожевой и демонстрировала могущество домовладельца. Дома со стороны улицы выглядят достаточно скромными, зато фасады со стороны двора зачастую богато украшены орнаментами и статуями.

### Квартал Сен-Поль
Квартал Сен-Поль (фр. Saint-Paul) находится в северной части Старого Лиона. Как и два других квартала, он построен вокруг одноимённой церкви. В средневековье был сначала населён преимущественно духовенством, а с XII — XIII веков преобразуется в деловой центр города. В 1872—1876 годах в квартале строится железнодорожный вокзал, к нему прорубается тоннель сквозь холм Фурвьер. Из трёх кварталов Старого Лиона Сен-Поль больше других пострадал от сносов и перестроек.
Именно в этом лионском квартале разворачивается действие фильма Бертрана Тавернье «Часовщик из Сен-Поля», снятого по мотивам детективного романа Жоржа Сименона (1974).

#### Церковь Святого Павла (Сен-Поль)
Це́рковь Свято́го Па́вла (Сен-Поль, фр. Église Saint Paul) — одна из старейших церквей города. Впервые основана епископом лионским святым Сакердосом в 549 году в составе мужского монастыря. В дальнейшем церковь многократно перестраивалась. Современное здание, построенное в неоготическом стиле, относится ко второй половине XIX века.

#### Дворец Бонди
Дворе́ц Бонди́ (фр. Palais de Bondy) — здание, построенное в 1902—1904 годах на набережной Бонди для Лионской консерватории. В здании также выделено около 600 м2 на помещения для выставочной деятельности.

#### Улица Жюивери
У́лица Жюивери́ (фр. La Rue Juiverie, примерный перевод Еврейская улица) напоминает о существовавшем в этой части города в XIII и XIV веках еврейском районе. С XV века на улице селятся богатые торговцы, которые строят для себя красивые дома. Среди этих домов — дом Бюлью (№ 8), известный прежде всего за находящуюся в нём Галерею, возведённую по проекту 26-летнего на момент постройки Филибера Делорма. Галерея была сооружена в 1536 году для связи между несколькими зданиями.

### Квартал Сен-Жан
Сен-Жан (фр. Saint-Jean) расположен в средней части Старого Лиона. Именно в этом квартале находится бо́льшая часть архитектурных памятников района, включая кафедральный собор, по имени которого назван квартал.

#### Собор Святого Иоанна Крестителя (Сен-Жан)
Собор Свято́го Иоа́нна Крести́теля (Сен-Жан, фр. Cathédrale Saint-Jean-Baptiste) является резиденцией примаса Галлии (Франции) с 1079 года. Современное здание заложено в 1165 году, но завершён лишь к концу XIV века. При строительстве использовались каменные блоки от более древних сооружений, в частности — от форума римской эпохи. В этом здании проходили два церковных собора — в 1245 и в 1274 годах; в 1316 год здесь состоялась коронация папы Иоанна XXII, а в 1600 — венчание Генриха IV и Марии Медичи. Здание собора построено в готическом стиле и имеет 80 метров в длину, 26 метров в ширину и 32,5 метра в высоту. Собор украшен витражами на темы книги Бытия и Иоанна Крестителя. Здесь также находятся астрономические часы XIV века высотой 9,35 и шириной 2,2 метра — они показывают дату, положение луны, солнца и земли и время восхода звёзд над Лионом. Показываемая часами дата будет точна вплоть до 2019 года. На площади Сен-Жан напротив собора находится фонтан 1844 года, изображающий Иоанна Крестителя.

#### Манекантерия
С юга к Собору Святого Иоанна примыкает Манеканте́рия (фр. Manécanterie от лат. mane cantare — петь с утра). Это одно из древнейших сохранившихся зданий Лиона — оно перестроено в XI веке из здания VIII века, сооружённого на фундаменте, относящимся ко II веку. Первоначально здание использовалось как трапезная для клириков соседнего собора. Само слово манекантерия означает Церковную школу пения для мальчиков при крупном соборе, в которую бывшая трапезная превратилась в XIV веке. В эпоху Возрождения манекантерии считались престижными учебными заведениями, где дети не только учились пению, но и получали духовное образование, так что по окончании школы они могли
рассчитывать на церковную карьеру. С 1930 года в манекантерии открыт музей церковных ценностей.

#### Археологический сад
Археологи́ческий сад (фр. Jardin archéologique). С северной стороны к Собору Иоанна Крестителя примыкает Археологический сад, представляющий собой остатки древнейших лионских церквей, ставших доступными благодаря раскопкам 1970-х годов. В южной части сада — предыдущее здание церкви Святого Иоанна, в центре — церковь Святого Стефана (фр. Saint-Etienne), на севере — Святого Креста (фр. Sainte-Croix). Здесь находятся также идущие параллельно реке остатки стены IV века длиной около 30 метров. К западу от стены — остатки двух зал: большой (14х23 метра), бывшей, вероятно, залом приёмов архиепископа; и малой (9,4х12,3 метра) представляющие собой остатки восьмиугольного раннехристианского баптистерия V века.

#### Меняльная ложа
Меня́льная ло́жа (фр. Loge du Change). Нынешняя площадь Шанж, на которой располагается это здание, в Средние века была ярмарочной площадью. В двух шагах от площади размещалось здание таможни (снесено в 1848 году, сейчас на его месте находится Дворец юстиции). Потому именно здесь в 1631—1653 годах по проекту архитектора Симона Гурде было возведено здание Меняльной ложи, в котором располагались офисы банкиров. Современное здание стало следствием перестройки и расширения, осуществлённых в 1748—1750 годах по проекту Жака-Жермена Суффло — был перестроен фасад, к зданию добавилась колоннада, появился второй этаж. Однако, в преображённом виде ложа проработала недолго — во время Французской революции она была превращена в пороховой завод, а с 1803 года передана протестантской общине и стала известна как Обменный храм (фр. Temple du Change). Именно в этом здании в 1938 году произошло объединение четырёх протестантских церквей в Реформатскую церковь Франции.

#### Дворец юстиции
Дворе́ц юсти́ции (фр. Palais de Justice). Неподалёку от Меняльной ложи, на набережной Соны находится Дворец юстиции (или Исторический дворец юстиции, чтобы отличать его от современного, построенного в районе Пар-Дьё). С древности на этом месте располагался так называемый Роанский дом, бывший одновременно судом и тюрьмой. Современный дворец в стиле классицизма был возведён в 1835—1844 годах по проекту Луи-Пьера Бальтара.

#### Дом Томассен
Дом Томассе́н (фр. maison Thomassin) — это один из древнейших жилых домов, сохранившихся в Лионе. Он был построен в 1298 году по заказу одной из самых богатых семей тогдашнего города — Фюэр. Тем не менее, от первоначального вида дома мало что осталось — только потолок в комнате второго этажа. Фасад был перестроен в 1493 году в готическом стиле по заказу нового домовладельца, торговца сукном Клода Томассена. Затем дом реставрировался в XVIII и в XX веках.

#### Дом Гадань
Дом Гада́нь (фр. Maison Gadagne) — это ренессансный дом конца XIV века. Первоначально он строился для богатой купеческой семьи Пьервив, а в середине XVI века перешёл во владение семьи итальянских банкиров Гваданьи, или Гадань, имя которых и сохранил. Состоит из нескольких зданий, окружающих внутренний дворик — богато украшенного здания, выходящего в сторону улицы, и более скромного внутреннего, соединённых крытыми галереями. В 1902—1941 годах мэрия Лиона в несколько этапов выкупила здание, и сейчас в нём размещаются 2 музея: Музей города Лиона и Музей марионеток мира. По этой причине здание также часто называют «Музеи Гадань» (фр. Les Musées Gadagne).

#### Двор лож
Двор лож (фр. Cour des Loges) — дома № 2, 4, 6 и 8 по улице Бёф (фр. Rue du Bœuf). Это несколько исторических зданий, построенных в 1341 году (дома 2 и 4), XV (дом 6) и XVI веках (дом 8). 4 дома объединены внутренним двором и арочной галереей с лавками со стороны улицы. Первоначально дома были построены как резиденция для итальянских купцов, которые из-за четырёх крупных лионских ярмарок проводили в городе не менее четырёх месяцев в году. Затем здания успели побыть резиденцией бургундского сеньора, школой иезуитов, жилыми домами. В конце XIX века в доме 6 имел лабораторию и проживал «доктор Филипп» — спирит, маг и медиум, бывший фаворитом Николая II до его знакомства с Распутиным. Сейчас здания объединены и используются в качестве отеля.

#### Дом адвокатов
Дом адвока́тов (фр. Maison des Avocats) — это средневековый жилой многоэтажный дом с трёхъярусной галереей. Самая старая часть — восточная, появилась в XIV веке по заказу Андре Берше. С 1406 года здание превращено в гостиницу. В дальнейшем к нему добавляются многочисленные пристройки, последняя из которых относится к 1528 году. На 1968 год был запланирован снос здания, однако оно было выкуплено городом, отреставрировано, и с 2005 года в нём находится Музей миниатюры и кино.

#### Дом шамарье
Дом шамарье́ (фр. Maison du Chamarier) — средневековый жилой дом. Слово шамарье означает управляющего финансами кафедрального собора, поэтому неудивительно, что дом находится внутри ограды Собора Святого Иоанна, примыкая к стене, возведённой во время епископства Гишара де Понтиньи (1165—1180). Самые древние части дома относятся к XIII веку. Здание был серьёзно перестроено в 1496—1516 годах и является одним из редких в Лионе домов, сочетающих в себе уходивший готический и приходивший ему на смену ренессансный стиль. В 1672—73 годах в доме останавливлась маркиза де Севинье. С 2004 года дом был подвергнут серьёзной реставрации.

#### Трабули
Трабу́ли (фр. Traboules). Квартал Сен-Жан в Старом Лионе — один из тех в городе, что наиболее известны своими скрытыми проходами сквозь городские кварталы — трабулями.

### Квартал Сен-Жорж
Квартал Сен-Жорж (фр. Saint-Georges) находится в южной части района. Это наименее известный и наименее посещаемый туристами квартал Старого Лиона. С античных времён до раннего средневековья здесь располагались портовые сооружения. К XI—XII векам квартал начинает понемногу заселяться, прежде всего — неимущими. К XV век—XVI векам квартал превращается в центр городского ремесленничества, прежде всего — ткацкого производства (и остаётся таковым до конца XVIII—начала XIX века, когда ткачи переселяются на Круа-Русс). Именно в этом квартале родился кукольник Лоран Мурге (фр.), создатель куклы Гиньоля.

#### Церковь Святого Георгия (Сен-Жорж)
Це́рковь Свято́го Гео́ргия (Сен-Жорж, фр. Église Saint Georges) — одна из старейших церквей города, впервые основана под названием церкви Святой Евлалии (фр. Église Sainte Eulalie) епископом лионским святым Сакердосом в 547 году. В VIII веке разрушена во время сарацинского нашествия, восстановлена в 802 году епископом Лейдрадом под названием Церковь Святого Георгия. В XIV веке была резиденцией госпитальеров, оставаясь при этом приходской церковью. Современное здание в неоготическом стиле построено в 1844 году по проекту архитектора Луи Брессона и украшено скульптурами Шарля Дюфрена.

#### Площадь Трините
Пло́щадь Трините́ (фр. Place de la Trinité) — небольшая площадь, знаменитая по пьесе театра кукол «Переезд Гиньоля». На площадь выходят фасады пяти пятиэтажных домов, здесь сходятся пять улиц.

#### Подъём Гургийон
Подъём Гургийо́н (фр. Montée du Gourguillon) — одна из пяти улиц, исходящих из площади Трините — ведёт на вершину холма Фурвьер, к римскому театру. В начале улицы расположен Кукольный театр Гиньоля. Примерно в ста метрах от площади Трините влево уходит короткий тупик Тюрке, в котором находятся два дома XIV века. В этих зданиях сохранились деревянные галереи — это единственные оставшиеся до нашего времени дома такого типа в Лионе.

#### Церковь Святого Лаврентия (Сен-Лоран)
Разва́лины це́ркви Свято́го Лавре́нтия (фр. Vestiges de l'Église Saint-Laurent) находятся на южной оконечности Старого Лиона. Это остатки фундамента раннехристианской церкви VI века, когда Лион был столицей бургундов. Трапецеидальный Фундамент размером 50х20 метров был раскопан в 1947 году Амаблем Оденом и Пьером Вюийермье и теперь является музеем.

## Транспорт
Несмотря на то, что Старый Лион является одним из крупнейших средневековых районов, сохранившихся до наших дней, по меркам современного города его размер совсем не велик: не более 2 км в длину и 250 метров в ширину. Поэтому в районе практически нет внутрирайонного общественного транспорта, за исключением автобусов, проходящих по набережным Соны. В центре района расположена станция метро линии D «Вьё Лион — Катедраль Сен-Жан», с которой осуществляется пересадка на обе линии фуникулёра, ведущие на вершину холма Фурвьер. В северной части Старого Лиона расположен вокзал пригородных поездов Лион-Сен-Поль.